# Liên Minh, Võ Nhai
Liên Minh là một xã thuộc huyện Võ Nhai, tỉnh Thái Nguyên, Việt Nam.

## Vị trí địa lý
Liên Minh là một xã thuộc vùng gò đồi nằm ở phía nam huyện Võ Nhai, có vị trí địa lý:
- Phía đông giáp xã Dân Tiến và xã Tràng Xá
- Phía tây giáp huyện Đồng Hỷ
- Phía nam giáp tỉnh Bắc Giang
- Phía bắc giáp xã Lâu Thượng.

Xã Liên Minh có diện tích 72,90 km², dân số năm 2019 là 4.605 người, mật độ dân số đạt 63 người/km². Đây là một trong những xã có diện tích lớn nhất của tỉnh Thái Nguyên.
Trên địa bàn xã có một khe suối là phụ lưu của sông Rong chảy qua khu vực phía bắc và trung tâm xã, ngoài ra, một khe suối đầu nguồn của sông Sói bắt nguồn từ khu vực phía nam của xã Liên Minh.

## Lịch sử
Sau năm 1975, Liên Minh là một xã thuộc huyện Võ Nhai.
Đến năm 2023, xã Liên Minh được chia thành 9 xóm: Kẹ, Khuân Đã, Khuân Nang, Nác, Ngọc Mỹ, Nhâu, Nho, Thâm, Vang.[3]

## Hành chính
Xã Liên Minh được chia thành 9 xóm: Kẹ, Khuân Đã, Khuân Nang, Nác, Ngọc Mỹ, Nhâu, Nho, Thâm, Vang.

## Di tích
Di tích Chủ tịch Hồ Chí Minh ở dõng Là Ghè, xóm Vang, xã Liên Minh là một trong những địa điểm quan trọng ghi dấu ấn về thời gian Bác Hồ từng ở và làm việc tại Thái Nguyên. Đây là niềm tự hào lớn của nhân dân các dân tộc trong xã.
Cuối năm 1947, nhằm thực hiện mưu đồ tiêu diệt cơ quan đầu não của ta hòng “đánh nhanh, thắng nhanh”, thực dân Pháp huy động lực lượng bao vây căn cứ địa Việt Bắc từ các phía. Trước tình hình này, Chủ tịch Hồ Chí Minh và các đồng chí lãnh đạo Đảng, Chính phủ và quân đội quyết định di chuyển từ ATK Định Hóa sang ATK Võ Nhai. Xóm Vang, cụ thể là ở Là Ghè - con nước nhỏ chảy uốn lượn giữa 2 sườn núi rồi đổ ra suối Khuôn In, vốn là nơi có cây cối rậm rạp, có lối thoát ra cánh đồng Khuôn Mánh và đường thông sang huyện Yên Thế (Bắc Giang) đã được chọn làm nơi ở và làm việc của Bác từ ngày 15-10-1947 đến ngày 17-11-1947.